# Actinón
El actinón es un isótopo natural del radón: es una emanación que resulta de la desintegración natural del actinio. 
Emite partículas alfa y rayos gamma, posee carácter radiactivo, es químicamente inerte y gaseoso. 
Se lo conoce asimismo con el nombre de emanación del actinio; su símbolo químico es An y tiene una vida media de 3,96 segundos. 
Tiene un número másico igual a 219, y su número atómico es el 86.